# Blackboard
Blackboard is een elektronische leeromgeving voor studenten van secundair onderwijs, hogescholen en universiteiten, van het Amerikaanse bedrijf Blackboard.
Op Blackboard kunnen huiswerk-opdrachten worden ingeleverd, presentaties en huiswerkopgaven van colleges worden gedownload en openboek-tentamens worden gemaakt. Studenten kunnen worden ingedeeld in groepen. Op een discussion board kunnen gebruikers over onderwerpen discussiëren. Ook chat is mogelijk. Verder kan streaming video worden toegevoegd via mashup-modules.
Het concept van deze elektronische leeromgeving werd in 1997 bedacht door Blackboard. Het doel was om door middel van de educatieve innovaties de gebruikers overal ter wereld met elkaar te verbinden. Blackboard is uitgegroeid tot een marktleider op het gebied van elektronisch onderwijs (E-education), voornamelijk in de Angelsaksische landen.
Blackboard is propriëtaire software; open-source-alternatieven zijn o.a. Dokeos, Moodle en Sakai.